# Даровка (Волынская область)
Даровка (укр. Дарівка) — село в Голобской поселковой общине Ковельского района Волынской области Украины.
Код КОАТУУ — 0722185202. Население по переписи 2001 года составляет 412 человек. Почтовый индекс — 45070. Телефонный код — 3352.